# 53 Persei
53 Persei (53 Per / d Persei) es una estrella en la constelación de Perseo de magnitud aparente +4,81. Se encuentra a 465 años luz del sistema solar.
53 Persei está catalogada como una caliente subgigante azul de tipo espectral B4IV de 16.200 K de temperatura efectiva.
En consecuencia, una gran parte de su energía es emitida como luz ultravioleta, siendo su luminosidad bolométrica —en todas las longitudes de onda— 1100 veces mayor que la del Sol. Su radio, 4,2 veces más grande que el radio solar, así como su masa, 5,7 mayor que la masa solar, sugieren que en realidad es una estrella aún en la secuencia principal con una edad claramente inferior a 70 millones de años. Su contenido en metales, como en otras estrellas de su clase, es inferior al del Sol, aproximadamente la mitad que en este.
53 Persei es una estrella variable con una pequeña variación de brillo de 0,05 magnitudes. Por ello, recibe la denominación, en cuanto a variable, de V469 Persei.
Es prototipo de las denominadas «estrellas B pulsantes lentas» (SPB), en donde pulsaciones no radiales hacen que unas partes de la superficie estelar se muevan hacia fuera y otras hacia dentro, efecto que se puede apreciar en su espectro. Se han identificado dos períodos principales de 2,16 y 1,66 días, si bien se conocen otros cuatro. Estas variables pueden ser consideradas una versión de las variables Beta Cephei en las estrellas B menos calientes.